# Ujjal Dosanjh
Ujjal Dosanjh (né le 9 septembre 1947 au Penjab en Inde) est un homme politique canadien. 

## Biographie
Il a été ministre de la santé sous le gouvernement libéral de Paul Martin.  Il a également brièvement servi à titre de premier ministre de la Colombie-Britannique, chef du Nouveau Parti démocratique de la Colombie-Britannique et député provinciale de Vancouver-Kensington.